# Nové Sady (powiat Nitra)
Nové Sady – wieś i gmina (obec) w powiecie Nitra, w kraju nitrzańskim na Słowacji. Znajduje się na Nizinie Naddunajskiej, w kierunku na północ od miasta Nitra. Zabudowania wsi rozłożyły się nad rzeką Radošinka i jej dopływem Kotrbál.